# Рейд (фільм)
«Рейд» (індонез. Serbuan maut дослівно «Вторгнення смерті» або англ. The Raid: Redemption дослівно «Раптовий напад: Відплата») — кінофільм режисера Гарета Еванса, що вийшов на екрани в 2011 році.
Українською мовою фільм було перекладено й озвучено студією «Омікрон» на замовлення Hurtom.com.

## Сюжет
У нетрях Джакарти є непроникний будинок для найнебезпечніших вбивць і бандитів в окрузі. Досі будинок вважався недоторканним навіть для найхоробріших з поліції.
Прихований під покровом досвітньої темряви загін поліції, що складається здебільшого з новобранців, намагається вчинити захоплення кримінального лігва в спробі дістатися до верхнього поверху і заарештувати головного наркобарона. На вході в будівлю команда захоплює місцевого жителя, лікаря. Але один з бійців, Рама (Іко Ювайс), відпускає його в будинок, вважаючи, що той створює враження гарної людини.
Але випадкове зіткнення з дитиною розсекречує силовиків (новина про їх напад досягає наркобарона), будівля зачиняється, гасне світло, а всі виходи заблоковані. Бандити знищують поліцейське прикриття на вулиці і вартових на нижніх поверхах. Коридорами будівлі носяться натовпи головорізів, які хочуть знищити непрошених гостей. Опинившись на шостому поверсі і не маючи виходу, спецназівці повинні пробивати собі шлях, щоб вижити.
Спецназівці потрапляють у пастку на темних сходах. Постріл, зроблений одним з поліцейських, висвітлює майданчик, після чого спецназівці опиняються під вогнем. З втратами їм вдається відступити в одну з кімнат. Прорубавши дерев'яну підлогу, вони потрапляють на п'ятий поверх. Продовжуючи втрачати людей, спецназ вирішує підірвати кімнату і коридор, щоб знищити напираючих бандитів. У живих залишаються небагато — Рама, Дагу (Джо Таслім), поранений Бово, сержант Джако і лейтенант. Вони вирішують розділитися — Рама з пораненим вирушає до лікаря, якого він зустрів на вході в будівлю, щоб той сховав його у себе. Їх мало не виявляє один з головорізів наркобарона. Залишивши пораненого у лікаря, Рама натикається на групу бандитів і після запеклого бою знищує її.
Джако, Дагу і лейтенант вирушають до наркобарона, щоб взяти його в заручники і під його прикриттям вийти з будівлі. Джако сумнівається в законності операції і вважає, що лейтенант її сам спровокував. З'ясовується, що про операцію ніхто з інших поліцейських не знає і підкріплення не буде. У цей час на групу нападає Скажений Пес, перший помічник боса. Сержант наказує Дагу охороняти лейтенанта і йти. Скажений Пес веде сержанта в свою кімнату і каже, що воліє чесного, рукопашного бій. Бій один на один став для Джако останнім — Скажений Пес звертає йому шию.
Рама зустрічається в будівлі з другим помічником наркобарона — Енді. Виявляється, Енді — брат Рами, якого той не бачив кілька років. Енді вирішує дізнатися обстановку в будівлі і вивести Раму. Він вирушає до барона на зустріч, але барон вже дізнався, що Енді його підставив — він бачив, як Енді відводив Раму, через камери, які знаходяться на всіх поверхах. Він віддає Енді на побиття Скаженому Псові.
Рама, вийшовши з чергової пастки, зустрічається з рештою спецназівців і каже їм, що Джако мертвий. Лейтенант повідомляє Рамі свій план — захопити барона і за допомогою нього вибратися з будівлі, і вони з боєм починають прориватися до барона. В одній з кімнат Рама бачить свого брата, якого лупцює Скажений Пес. Відправивши Дагу з лейтенантом далі, Рама заходить до кімнати допомогти йому.
Скажений Пес, побачивши Раму, звільнює Енді. Він дає зрозуміти, що збирається влаштувати бій з ними двома одночасно. Брати ледве-ледве і майже що випадково (розбивши світильник і всадивши уламок скла в шию бандитові) вбивають Скаженого Пса. Проте кожен з них по кілька разів був на межі смерті.
У цей час лейтенант і Дагу з боєм прорвалися до барона. Лейтенант наказав Дагу надіти на барона наручники і, коли той це зробив, пристрелив його. Потім він, прикриваючись бароном, виходить з будівлі, але його помічають Енді і Рама. Лейтенант стріляє по них, але хибить. Починається діалог між наркобароном і лейтенантом, в якому з'ясовується, що поліцейське командування заздалегідь повідомило наркобарону про рейд — він дає хабарі начальству лейтенанта. І що лейтенант приречений в будь-якому випадку, бо його прислали в будівлю, щоб від нього позбавитися. Оскаженівши від слів барона, лейтенант застрелює його і збирається пустити собі кулю в голову, але в нього закінчилися набої.
Наприкінці фільму Енді виводить з будівлі Раму, заарештованого лейтенанта і пораненого Бово. На виході вони прощаються, Рама намагається вже вдруге переконати брата повернутися з ним, але той знову дає йому зрозуміти, що у Рами своє життя, а у Енді — своє.

## У ролях
- Іко Ювайс — Рама
- Джо Таслім — Джако
- Донні Аламсьях — Енді
- П'єр Груно — лейтенант Вах'ю
- Яян Рухіан — Скажений Пес
- Рей Сахетапі — наркобарон Тама
- Тегар Сатріа — Бово
- Іанг Дармаван — Гофар
- Ека Рахмад — Дагу
- Ананда Джордж — Арі
- Верді Солайман — Буді

## Нагороди
- 2011 — приз глядацьких симпатій у категорії «Північна шаленість» на кінофестивалі в Торонто.
- 2012 — приз «Срібний крик» на Амстердамському фестивалі фантастичних фільмів.
- 2012 — призи критиків і глядацьких симпатій на Дублінському кінофестивалі.

## Прокат
Компанія Sony Pictures Worldwide Acquisitions отримала права на розповсюдження цього фільму в США і замовила Майку Шиноді (Linkin Park) і Джо Трапанезу створення нового музичного супроводу до фільму. Права на показ на інших територіях отримали Alliance (Канада), Momentum (Велика Британія), Madman (Австралія), SND (Франція), Kadokawa (Японія), Кох (Німеччина), HGC (Китай), Calinos (Туреччина) і «Вольга» (Росія). Пропозиції були також зроблені дистриб'юторам зі Скандинавії, країн Бенілюксу, Ісландії, Італії, Латинської Америки, Кореї та Індії, коли фільм показували на Міжнародному кінофестивалі в Торонто.
Через кілька місяців після того, як Sony отримала права на розповсюдження цього фільму в США, її дочірня компанія Screen Gems приступила до переговорів про проєктування голлівудського рімейку фільму.

## Критика
Після прем'єри на Міжнародному кінофестивалі в Торонто (TIFF) критики і глядачі зійшлися в думці, що «Рейд» є одним з найкращих бойовиків за останні роки.